# Parevia schausi
Parevia schausi là một loài bướm đêm thuộc phân họ Arctiinae, họ Erebidae.